# 임진왜란 (드라마)
《임진왜란》은 1985년 10월 14일부터 1986년 4월 15일까지 방영된 문화방송 월화드라마로, 정통 사극 조선왕조 오백년 시리즈의 다섯 번째 작품이다.
조선왕조 역사상 최대의 환란기를 재조명한 작품으로, 선조 임금의 비탄에 활화산처럼 폭발했던 의병들의 항쟁, 구국의 영웅 이순신의 순국에 왜병의 잔혹사, 충절 논개의 순국, 풍신수길의 죽음으로 조선, 명나라, 일본이 얽혔던 7년 간의 전쟁 임진왜란을 다루어 조선왕조 최대의 전란기를 그렸다.

## 등장 인물

### 조선
- 현석 : 선조 이연 역

조선 제14대 군주
- 김용선 : 의인왕후 반남 박씨 역

선조의 정비
- 황치훈 : 광해군 이혼 역

선조의 둘째 서자
- 이수나 : 중전 처소 상궁 역

의인왕후 처소 상궁
- 엄유신 : 인빈 수원 김씨 역

선조의 후궁
- 윤여정 : 전주 이씨 부인 역

인빈 수원 김씨의 친정 어머니
- 유명옥 : 인빈 처소 상궁 역

인빈 김씨의 처소 상궁 역
- 서창숙 : 순빈 김해 김씨 역

선조의 후궁
- 강미 : 순빈 처소 상궁 역

순빈 김씨의 처소 상궁 역
- 이금복 : 정빈 여흥 민씨 역

선조의 후궁
- 김진구 : 정빈 처소 상궁 역

정빈 민씨의 처소 상궁
- 강민경 : 동궁빈 유씨 역

광해군의 정실 본부인
- 박영태 : 유자신 역

광해군의 빙부(장인)
- 이숙 : 동궁빈 처소 상궁 역

동궁빈 유씨의 처소 상궁
- 원미경 : 상궁 김개시 역

광해군의 측실. 일명 까시(혹은 개똥이).
- 김석옥 : 강씨 부인 역

상궁 김씨(김개시)의 친정 모친
- 정성모 : 임해군 이진 역

광해군의 동복 형
- 김동주 : 임해군부인 양천 허씨 역

임해군의 정실 부인
- 전현 : 정원군 이부 역

광해군의 배다른 서제. 인빈 김씨 소생. 김공량의 생질 조카.
- 전혜성 : 정원군부인 능성 구씨 역

정원군의 정실 부인
- 김동수 : 순화군 이보 역

광해군의 배다른 서제. 순빈 김씨 소생.
- 윤유선 : 순화군부인 장수 황씨 역

순화군의 정실 부인
- 김기웅 : 인성군 이공 역

광해군의 배다른 서제. 정빈 민씨 소생.
- 문혁 : 의창군 이광 역

광해군의 배다른 서제. 인빈 김씨 소생.
- 임정하 : 김예직 역

광해군의 친외숙부
- 오승룡 : 김공량 역

정원군의 친외숙부
- 한창호 : 대전 내관 역

선조를 호종하는 내관
- 서영애 : 대전 상궁 역

선조를 호종하는 상궁
- 박경순 : 동궁전 내관 역

광해군을 호종하는 내관
- 유판웅 : 정탁 역

예조판서 출신의 조선국 좌의정
- 홍민우 : 정철 역

전직 조선국 좌의정
- 박웅 : 윤두수 역

조선국 우의정
- 이영달 : 윤근수 역

전직 조선국 형조판서
- 한규희 : 이산해 역

전직 조선국 우의정
- 강성욱 : 유성룡 역

조선국 영의정
- 홍계일 : 권율 역

조선국 육군 도원수
- 김무생 : 이순신 역

조선국 삼도수군통제사
- 신충식 : 원균 역

전직 조선국 삼도수군통제사
- 김주영 : 허균 역

조선국 병조좌랑
- 이묵원 : 허성 역

허균의 이복 형
- 김지영 : 강릉 김씨 부인 역

허균의 모친(허성의 계모)
- 이인성 : 정기룡 역

- 조형기 : 고경명 역

- 이동신 : 곽재우 역

- 송기윤 : 김덕령 역

- 전인택 : 김상건 역

- 오승명 : 김천일 역

- 남영진 : 황신 역

- 나영진 : 최경회 역

- 박상규 : 황진 역

- 한애경 : 주논개 역

- 김용건 : 이항복 역

- 이영후 : 이덕형 역

- 김종엽 : 김시민 역

- 양일민 : 휴정 선사 역

- 김기현 : 유정 선사 역

- 이호재 : 정인홍 역

- 임종국 : 황윤길 역

- 정상철 : 김성일 역

- 임문수 : 이원익 역

- 이도련 : 김응남 역

- 최상훈 : 조헌 역

- 김주승 : 영규 선사 역

- 문회원 : 정발 역

- 박영지 : 송상현 역

- 김영인 : 신입 역

- 고설봉 : 이일 역

- 강계식 : 이정란 역

- 임채무 : 강항 역

- 김명희 : 진주 김씨 부인 역

강항의 본부인
- 김청 : 울산 이씨 측실 역

강항의 첩
- 박종관 : 강극검 역

강항의 아버지
- 최병학 : 강준 역

강항의 첫째 형
- 정혜선 : 제주 양씨 부인 역

강준의 부인(강항의 첫째 형수)
- 한영수 : 강환 역

강항의 둘째 형
- 천호진 : 강희보 역

- 윤철형 : 임우화 역

- 최항석 : 김준민 역

- 정호근 : 고종후 역

- 이정훈 : 서예원 역

- 박종설 : 장윤 역

- 강상구 : 이종인 역

- 이영범 : 신여량 역

- 강인덕 : 한백록 역

- 정한헌 : 이영남 역

- 맹상훈 : 이운룡 역

- 최선균 : 최호 역

- 이원재 : 장현광 역

- 다대포를 지키며 정발, 송상현과 더불어 임진왜란 초반에 전사한 장수 윤흥신, 칠천량 해전에서 조선 수군 판옥선 12척을 이끌고 도주한 뒤 이순신에게 헌납한 배설, 부원수 신각은 등장하지 않았다.

### 일본
|  | 당시 일본측 인물들의 이름을 일본식 발음이 아닌 한자를 그대로 읽은 발음으로 표기한 탓에 현재의 외래어 표기법과는 다소 차이가 있다. |

- 정진 : 풍신수길 역
- 이혜숙 : 정군 역
- 김현직 : 덕천가강 역
- 최한호 : 후양성 천황 역
- 정승현 : 소서행장 역
- 김기일 : 가등청정 역
- 박광남 : 석전삼성 역
- 방훈 : 종의지 역
- 박인환 : 현소 역
- 오세장 : 직전장익 역
- 박병훈 : 직전신웅 역
- 이계인 : 요시라 역
- 박찬환 : 풍신수차 역
- 이운우 : 도진의홍 역
- 오현섭 : 협판안치 역
- 김찬구 : 내도통총 역
- 임용채 : 풍신수뢰 역
- 김성찬 : 등당고호 역
- 김성일 : 등당충무 역
- 심우창 : 적송광통 역
- 홍중기 : 등원성와 역
- 임진욱 : 풍신학송 역
- 구보석 : 장강충흥 역
- 한태일 : 귀전손병위 역
- 송경철 : 내등여안 역
- 박태호 : 가등광태 역
- 사상기 : 목촌중자 역
- 김기주 : 장곡천수일 역
- 박선희 : 주리아 역

- 제2차 진주성 전투에 참전했으며 애꾸눈이라서 다른 왜장들과 외모가 판이하게 다른 이달정종, 행주대첩에 참전했으며 조선의 어린이들을 납치해 강제로 촌마개로 머리를 바꾼 승려 안국사혜경, 항상 풍신수길과 같이 있으면서 문맹인 풍신수길에게 글을 읽는 역할과 통역을 담당하는 승려이면서 전쟁을 끝내기 위해 명나라의 외교 서한을 거짓으로 읽자는 약속을 깨고 명나라의 외교 서한을 솔직하게 읽어 정유재란의 원인이 된 서소승태, 당시 일본 무예 최강자이자 덕천가강의 호위무사인 본다충승은 등장하지 않았다.
- 풍신수길의 유일한 상급자인 직전신장은 언급만 되고 등장하지 않았다.

### 파송 일본 외방 선교사
- 김해리 : 세스페데스(Sespedes, Gregorio De) 역

에스파냐 마드리드 출신의 로마 가톨릭 사제. 그의 아버지는 에스파냐 마드리드 시장 직책을 지낸 행정관료 그리고 어머니는 포르투갈 리스본 출신

### 명
- 국정환 : 진인 역
- 조춘 : 유정 역
- 신국 : 이여송 역
- 양택조 : 심유경 역
- 황일청 : 양방형 역
- 허기호 : 양원 역
- 김진태 : 양호 역
- 김동수 : 정응태 역
- 윤석오 : 조승훈 역
- 윤문식 : 이종성 역
- 명나라 천자인 만력제 주익균은 등장하지 않았다.

## 내레이션
- 양지운 : 해설

## 편성 변경
- 1985년 12월 23일 : 21~22회 연속 방영
- 1985년 12월 24일 : 성탄절 특선영화 《크리스마스 캐럴》 방송으로 결방
- 1985년 12월 30일 : 23~24회 연속 방영
- 1985년 12월 31일 : MBC 10대 가수 가요제 방송으로 결방
- 1986년 1월 6일 ~ 1월 7일 : MBC 탐험보고 〈지구끝 남쪽에 서다〉 방송으로 순연되어 밤 10시 15분부터 방영
- 1986년 3월 3일 : 특별기획 〈2000년대를 향한 큰길〉 방송으로 순연되어 밤 10시 25분부터 방영
- 1986년 3월 3일 : 특집 〈세계가 본 전두환 대통령〉 방송으로 순연되어 밤 10시 25분부터 방영

## 같이 보기
- 불멸의 이순신
- 징비록
- 역사에의 초대 임진왜란
- 영화 명량
- 임진왜란 1592

| 문화방송 월화드라마                      | 문화방송 월화드라마                           | 문화방송 월화드라마                         |
| 이전 작품                                | 작품명                                        | 다음 작품                                   |
| ---------------------------------------- | --------------------------------------------- | ------------------------------------------- |
| 풍란 (1985년 3월 11일 ~ 1985년 10월 8일) | 임진왜란 (1985년 10월 14일 ~ 1986년 4월 15일) | 회천문 (1986년 4월 28일 ~ 1986년 10월 28일) |